# Kaczyni

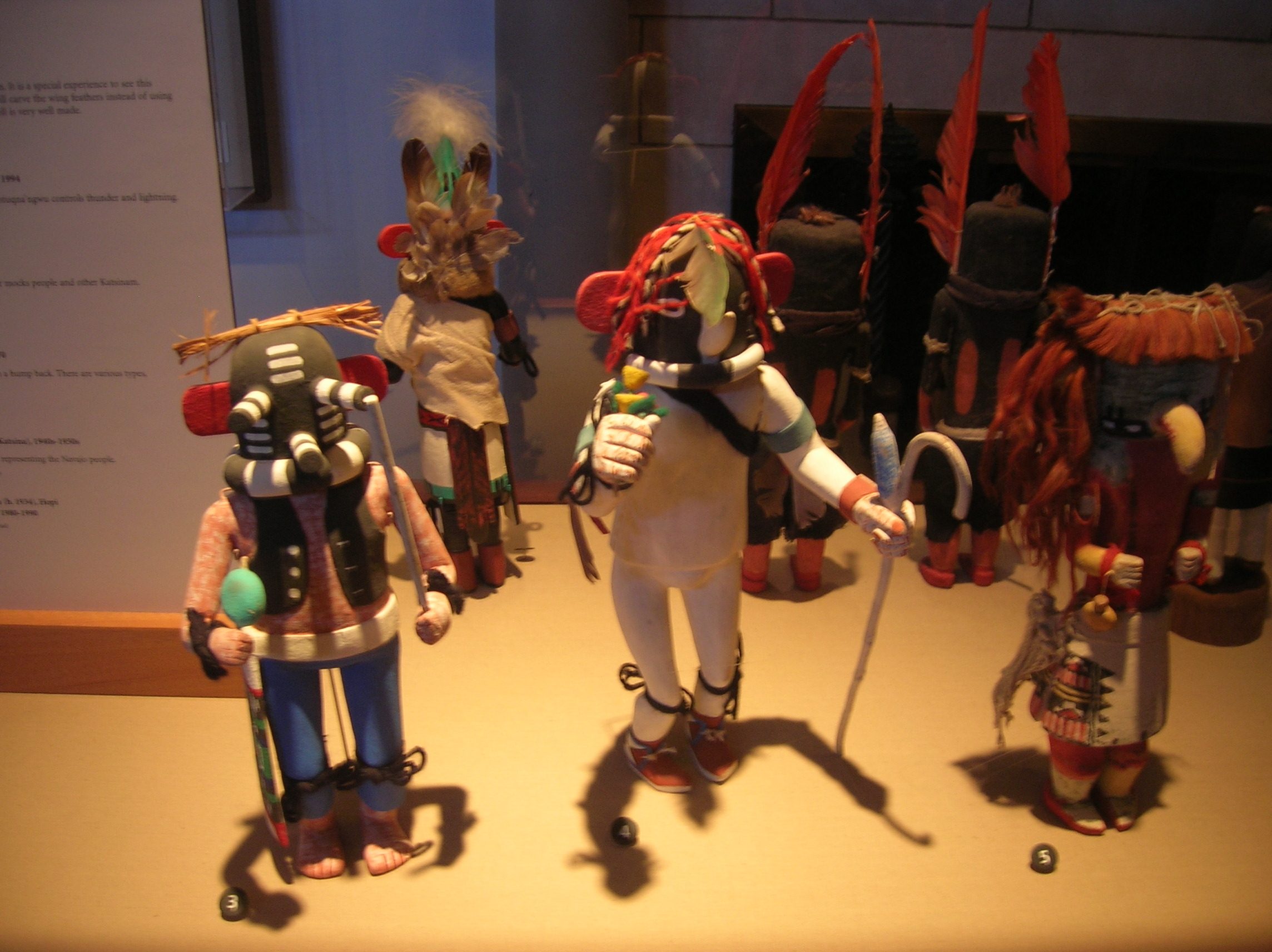
Kaczyni - lalki

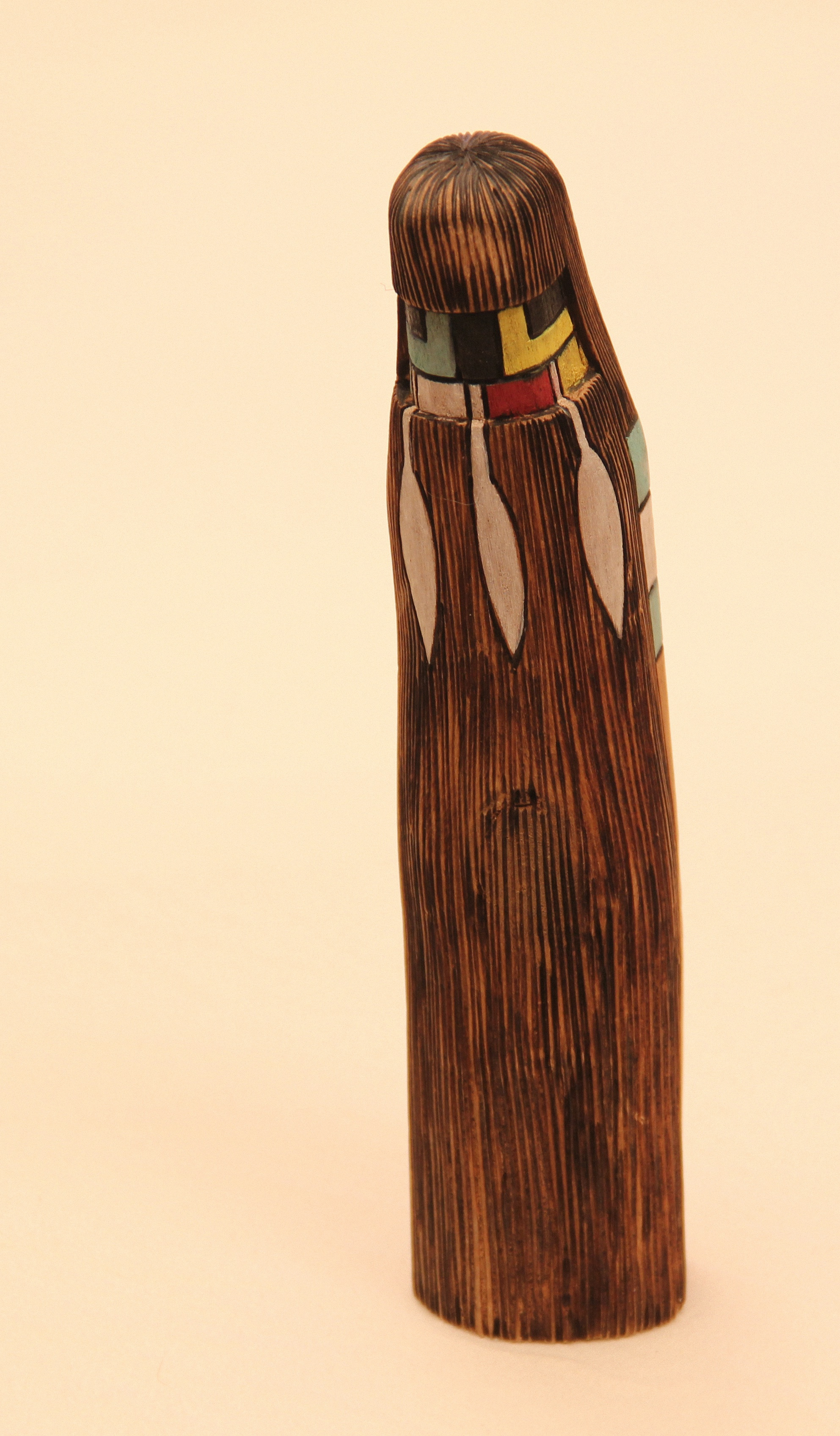
Lalka wykonana z korzenia topoli mająca sprowadzić deszcz (Hopi)

Kaczyni (Kaczina, Kachina, Katsina) – mitologiczne nadprzyrodzone istoty z legend Indian Hopi, Zuni i innych Indian Pueblo, duchy natury. Niektóre źródła kojarzą Kaczynów z kultem przodków.
W praktykach religijnych północnoamerykańskich Indian z grupy Pueblo nazwa kachina stosowana do:
- ponadnaturalnych stworzeń lub duchów, mogących wpływać na świat naturalny. Według Indian z plemienia Zuni Kachina zamieszkują mityczne Jezioro Zmarłych leżące gdzieś w północno-wschodniej Arizonie. Według Hopiów żyją oni na świętych Wzgórzach San Francisco w pobliżu Flagstaff w Arizonie.
- przebranych i zamaskowanych członków plemienia — mężczyzn, uosabiających zarówno męskie jak i żeńskie duchy Kachina podczas określonych obrzędów religijnych. Zgodnie z wierzeniami plemiennymi na czas ceremonii osoby te rzeczywiście stają się duchami.
- zamaskowanych lalek przedstawiających określone duchy Kachina wykonanych z korzenia topoli (u Indian Hopi zwane tihu) lub sosny (u Zuni), wręczanych w sposób ceremonialny kobietom i mężczyznom z plemienia i trzymanych przez nich następnie w domach jako rodzaj amuletów (fetyszy).

Kachina służą generalnie jako pośrednicy między światem ludzi i światem bogów. W kulturach Pueblo zidentyfikowano ponad 300 różnych postaci duchów Kachina, z których każdy posiada imię, charakterystyczną maskę, barwy oraz ozdoby z piór, skóry i materiału, a także odmienny sposób zachowania, gesty, dźwięki i kroki taneczne.
Poszczególne duchy Kachina czczone są przez tajne stowarzyszenia męskie, których członkowie zbierają się w ceremonialnych pomieszczeniach zwanych kiva. Mężczyźni po osiągnięciu dojrzałości wprowadzani są w tajniki obrzędowości związanej z poszczególnymi kachina, z którymi się utożsamiają. Kobiety nie uczestniczą w ceremoniach w kivach, ale także poznają ogólnie plemienną mitologię i niektóre praktyki religijne.
Kaczyni czczeni jako bóstwa mające moc sprowadzania deszczu i przedstawiani są w formie lalek tihu wykonywanych z drewna topolowego, a także poprzez tancerzy noszących maski i rytualne stroje. Lalki były tradycyjnie wręczane przez tancerzy młodym dziewczętom, co miało zapewniać im zdrowie i płodność. Wiedza dotycząca Kaczynów i — szerzej - życia religijnego ludów Pueblo przez wieki utrzymywana była przez tubylczych Amerykanów w tajemnicy przed osobami z zewnątrz i poszczególne grupy w różnym stopniu przestrzegają nadal tej zasady. Około 1900 wzrosło zainteresowanie figurkami Kaczynów wśród turystów i kolekcjonerów egzotycznej sztuki. Z tego powodu rozpoczęto komercyjną produkcję figurek tihu, trwającą do dziś. O ile większość Indian Hopi nie ma obecnie oporów przed pokazywaniem obcym swoich tańców obrzędowych i sprzedawaniem turystom stylizowanych figurek i masek Kaczynów, to Indianie Zuni bardziej zachowują poufność swoich rytuałów i związanej z nimi wiedzy.
Niektóre lalki osiągają wysokie ceny na rynku sztuki indiańskiej. Szczególnie cenione są jednak oryginalne, stare lalki, najbardziej popularne dziś wśród kolekcjonerów francuskich. W grudniu 1997 jedna z nich osiągnęła w nowojorskim domu aukcyjnym Sotheby’s cenę 265.000 dolarów. Już w 1901 Berlińskie Muzeum Etnograficzne posiadało dużą kolekcję figurek Kaczynów. Także artyści tacy jak Marcel Duchamp, Max Ernst, Piero Dorazio, André Malraux i Horst Antes zbierali takie figurki.
Wedle opowieści Białego Niedźwiedzia z plemienia Hopi, Kaczyni byli wysłannikami bogów i nauczycielami Indian, przekazali im podstawy ich kultury i praw moralnych. Wielu okultystów i ufologów doszukuje się w wierze w Kaczynów dowodów dawnej bytności kosmitów na Ziemi.